# Туђемили
Туђемили је насеље у општини Бар у Црној Гори. Према попису из 2003. било је 154 становника (према попису из 1991. било је 140 становника). У селу је католичка црква православне светитељке, свете Петке, што указује на верске конверзије месног становништва кроз прошлост.

## Демографија
У насељу Туђемили живи 111 пунолетних становника, а просечна старост становништва износи 36,1 година (33,4 код мушкараца и 38,8 код жена). У насељу има 34 домаћинства, а просечан број чланова по домаћинству је 4,53.
Ово насеље је углавном насељено Црногорцима (према попису из 2003. године).
|  |

| Демографија | Демографија | Демографија |
| Година      | Становника  | Становника  |
| ----------- | ----------- | ----------- |
|             |             |             |
|             |             |             |
|             |             |             |
|             |             |             |
| 1948.       | 198         |             |
| 1953.       | 222         |             |
| 1961.       | 207         |             |
| 1971.       | 202         |             |
| 1981.       | 186         |             |
| 1991.       | 140         | 138         |
| 2003.       | 165         | 154         |
|             |             |             |

| Етнички састав према попису из 2003.‍ | Етнички састав према попису из 2003.‍ | Етнички састав према попису из 2003.‍ | Етнички састав према попису из 2003.‍ | Етнички састав према попису из 2003.‍ |
| ------------------------------------ | ------------------------------------ | ------------------------------------ | ------------------------------------ | ------------------------------------ |
|                                      |                                      |                                      |                                      |                                      |
| Црногорци                            | Црногорци                            |                                      | 128                                  | 83,11%                               |
| Срби                                 | Срби                                 |                                      | 17                                   | 11,03%                               |
| Бошњаци                              | Бошњаци                              |                                      | 3                                    | 1,94%                                |
| Албанци                              | Албанци                              |                                      | 3                                    | 1,94%                                |
| непознато                            | непознато                            |                                      | 0                                    | 0,0%                                 |

| Година пописа     | 1948. | 1953. | 1961. | 1971. | 1981. | 1991. | 2003. |
| ----------------- | ----- | ----- | ----- | ----- | ----- | ----- | ----- |
| Број домаћинстава | 50    | 53    | 45    | 44    | 42    | 36    | 34    |

| Број чланова      | 1  | 2 | 3 | 4 | 5  | 6 | 7 | 8 | 9 | 10 и више | Просек |
| ----------------- | -- | - | - | - | -- | - | - | - | - | --------- | ------ |
| Број домаћинстава | 34 | 3 | 2 | 5 | 10 | 4 | 4 | 4 | 0 | 0         | 2      |

| Пол    | Укупно | Неожењен/Неудата | Ожењен/Удата | Удовац/Удовица | Разведен/Разведена | Непознато |
| ------ | ------ | ---------------- | ------------ | -------------- | ------------------ | --------- |
| Мушки  | 53     | 11               | 40           | 1              | 0                  | 1         |
| Женски | 62     | 8                | 41           | 12             | 1                  | 0         |
| УКУПНО | 115    | 19               | 81           | 13             | 1                  | 1         |

| Пол    | Укупно                    | Пољопривреда, лов и шумарство | Рибарство                            | Вађење руде и камена | Прерађивачка индустрија       |
| ------ | ------------------------- | ----------------------------- | ------------------------------------ | -------------------- | ----------------------------- |
| Мушки  | 30                        | 0                             | 0                                    | 0                    | 2                             |
| Женски | 9                         | 0                             | 0                                    | 0                    | 0                             |
| УКУПНО | 39                        | 0                             | 0                                    | 0                    | 2                             |
| Пол    | Производња и снабдевање   | Грађевинарство                | Трговина                             | Хотели и ресторани   | Саобраћај, складиштење и везе |
| Мушки  | 3                         | 5                             | 4                                    | 3                    | 8                             |
| Женски | 0                         | 1                             | 5                                    | 0                    | 0                             |
| УКУПНО | 3                         | 6                             | 9                                    | 3                    | 8                             |
| Пол    | Финансијско посредовање   | Некретнине                    | Државна управа и одбрана             | Образовање           | Здравствени и социјални рад   |
| Мушки  | 0                         | 0                             | 2                                    | 0                    | 1                             |
| Женски | 0                         | 0                             | 1                                    | 0                    | 1                             |
| УКУПНО | 0                         | 0                             | 3                                    | 0                    | 2                             |
| Пол    | Остале услужне активности | Приватна домаћинства          | Екстериторијалне организације и тела | Непознато            | Непознато                     |
| Мушки  | 2                         | 0                             | 0                                    | 0                    | 0                             |
| Женски | 1                         | 0                             | 0                                    | 0                    | 0                             |
| УКУПНО | 3                         | 0                             | 0                                    | 0                    | 0                             |